# Arena-Sportpark
Der Arena-Sportpark ist die größte Sportanlage der nordrhein-westfälischen Landeshauptstadt Düsseldorf.

## Lage
Der Park liegt im Stadtteil Stockum nördlich der Messe Düsseldorf und der Mehrzweckhalle Merkur Spiel-Arena. Östlich grenzt das Frei- und Hallenbad Rheinbad an. Der Sportpark umfasst die gesamten sportlich nutzbaren Flächen, die zum 2002 abgerissenen Rheinstadion gehörten.

## Ausstattung
Auf insgesamt 95.000 m² werden zahlreiche Möglichkeiten zur sportlichen Betätigung geboten.
- Leichtathletikhalle
- Rasenplatz (Kleine Kampfbahn) mit 400-Meter-Rundlaufbahn auf Kunststoff, Flutlicht und Tribüne
- sieben Rasenplätze (fünf mit Flutlicht)
- Kunstrasenplatz mit Flutlicht
- Hammerwurfanlage
- Kugelstoßanlage mit fünf Abwurfkreisen
- Diskuswurfanlage
- Speerwurfanlage
- zwei Weitsprunganlagen
- zwei Hochsprunganlagen
- Stabhochsprunganlage
- zwei Kleinspielfelder (Kunstrasen) mit Flutlicht
- zwei Kleinspielfelder (Kunststoff) mit Flutlicht
- Skateranlage (Asphalt) mit Flutlicht

Im nördlichen Teil des Sportparkes befindet sich die Tennisanlage des TC Rheinstadion.

## Sportliche Nutzung
Zahlreiche Hobby- und Freizeitsportler trainieren im Arena-Sportpark, aber auch Leistungssportler bspw. der Düsseldorf Panther, von Fortuna oder ASC Düsseldorf.

## Anlagen
Kernstücke des Arena-Sportparks sind die Leichtathletikhalle und die Kleine Kampfbahn. Die Bezeichnung Kleine Kampfbahn ergab sich zur Unterscheidung von der ehemaligen Hauptkampfbahn, dem damaligen Rheinstadion.
Folgende Sportmöglichkeiten stehen zur Verfügung:
- Stabhochsprunganlage
- Hochsprunganlage
- zwei Weitsprunganlagen
- 400-Meter-Kunststofflaufbahn
- Rasensportfläche

Die Kleine Kampfbahn hat eine überdachte Tribüne mit 195 Sitz- und 1350 Stehplätzen. In der Sommersaison vom 1. April bis 30. September finden dort zahlreiche Veranstaltungen statt, vom Schulsportfest bis zum Footballspiel.